# Cattedrale di San Giovanni (Belize)
La cattedrale di San Giovanni (St. John's Cathedral) sorge nella città di Belize ed è il principale luogo di culto della Chiesa episcopale in Belize.

## Storia e descrizione
La cattedrale fu la prima chiesa a essere costruita nella colonia dell'Honduras Britannico. L'edificio risale al 1812, anche se numerose modifiche risalgono a lavori di ristrutturazione più recenti. L'esterno della chiesa è in mattoni, l'interno è realizzato in mogano e sapodilla. Costituisce un punto di riferimento storico del Belize, testimonianza dell'influenza coloniale nella storia del Paese. Annesso alla chiesa è il più antico cimitero del Paese, il cimitero di Yarborough, costruito dagli inglesi.